# Shimazaki Tōson
Shimazaki Tōson (島崎 藤村; 1872 – 1943) è stato un poeta e scrittore giapponese.
Attivo durante i periodi Meiji, Taishō e Shōwa, iniziò la sua carriera come poeta romantico, per poi divenire noto come il maggiore esponente del movimento naturalista giapponese (shizenshugi).
Nel 1891 ricevette la laurea presso l'Università Meiji e iniziò a insegnare lingua inglese. In questo periodo, cominciò a interessarsi di letteratura e si unì al gruppo di scrittori che nel 1893 fondarono la rivista letteraria Bungakukai. Nel 1894 rimase profondamente sconvolto dalla morte del collega Kitamura Tōkoku. 
Alla fine del 1895 si trasferì a Sendai, dove pubblicò la sua prima collezione di poesie, Wakanashū (Raccolta di giovani erbe, 1897), che lo avrebbe lanciato nella sua futura carriera. Venne elogiato dai critici per aver dato origine alla poesia in versi liberi giapponese e fu per questo indicato come uno dei fondatori del Romanticismo giapponese. 
Il suo primo romanzo, Hakai (La promessa infranta, 1906), viene comunemente considerato come il primo romanzo naturalista giapponese. Nel secondo romanzo, Haru (Primavera, 1908), fornì invece un resoconto sentimentale degli anni di gioventù trascorsi in compagnia dei fondatori della rivista Bungakukai. Il romanzo successivo, Ie (La famiglia, 1910-11), è ritenuto da alcuni il suo capolavoro.
Fu con il romanzo autobiografico Shinsei (Nuova vita, 1918-19) che Shimazaki destò scandalo fra i suoi contemporanei: in esso, lo scrittore rivelava di aver intrattenuto una relazione illegittima con la nipote e di averla abbandonata, partendo per la Francia, subito dopo aver scoperto la sua gravidanza. In seguito, venne biasimato dal pubblico per aver esposto le sue vicende private al fine di ottenere un guadagno economico. 
Morì di emorragia cerebrale nel 1943, all'età di 71 anni.